# Неврофармакология
Неврофармакология e изследването на ефекта от лекарствата върху функционирането на нервната система. Има два основни клона на неврофармакологията: бихейвиористична и молекулярна. Бихейвиористичната неврофармакология се фокусира върху изследването на това как лекарствата въздействат на човешкото поведенение (невропсихофармакология), включително изслеване на това как зависимостта от лекарствата и зависимостта и пристрастяването към определени субстанции въздействат върху мозъка. Молекулярната неврофармакология включва изследването на невроните и техните неврохимични взаимодействия, с общата цел на разработване на лекарства, които имат благотворно и полезно влияние върху неврологичната функция. И двете полета са тясно свързани, тъй като са ангажирани с взаимодействията на невротрансмитери, невропептиди, неврохормони, невромодулатори, ензими, вторични съобщители, сътранспортери, йонни канали и рецепторни протеини в централната и периферна нервна система. Изследвайки тези взаимодействия, изследователите разработват лекарства за лечението на множество неврологични заболявания, включително болка, невродегенеративни заболявания като Паркинсон и Алцхаймер, психологически разстройства, пристрастявания и много други.